# Czubata (Pieniny)
Czubata (674 m n.p.m.), też Czubata Skała, Czubatka – skalisty szczyt w Pieninach Czorsztyńskich. Wznosi się nad Zbiornikiem Czorsztyńskim, naprzeciwko zamku w Niedzicy i jest dobrze widoczny z niego. Ma z trzech stron ostro podcięte ściany, wejście na nią możliwe jest granią od wschodniej strony. Otoczona jest wzniesieniami porośniętymi lasami sosnowo- świerkowymi. Od północy jest to wydłużona Łysa Góra, od wschodu wyższa Ula (713 m). Stok południowy opada do trawiastej dolinki Kąciki i są w nim dwie wapienne skały: Łazowa Skałka i Zbójnicka Skała. W Czubatej i Zbójeckiej są jaskinie: Zbójecka Dziura i Szczelina w Czubatej Skale.
Czubata i cały obszar wokół niej należy do Pienińskiego Parku Narodowego i jest niedostępny turystycznie. Znajduje się w granicach wsi Sromowce Wyżne w województwie małopolskim, w powiecie nowotarskim, w gminie Czorsztyn.

## Przypisy

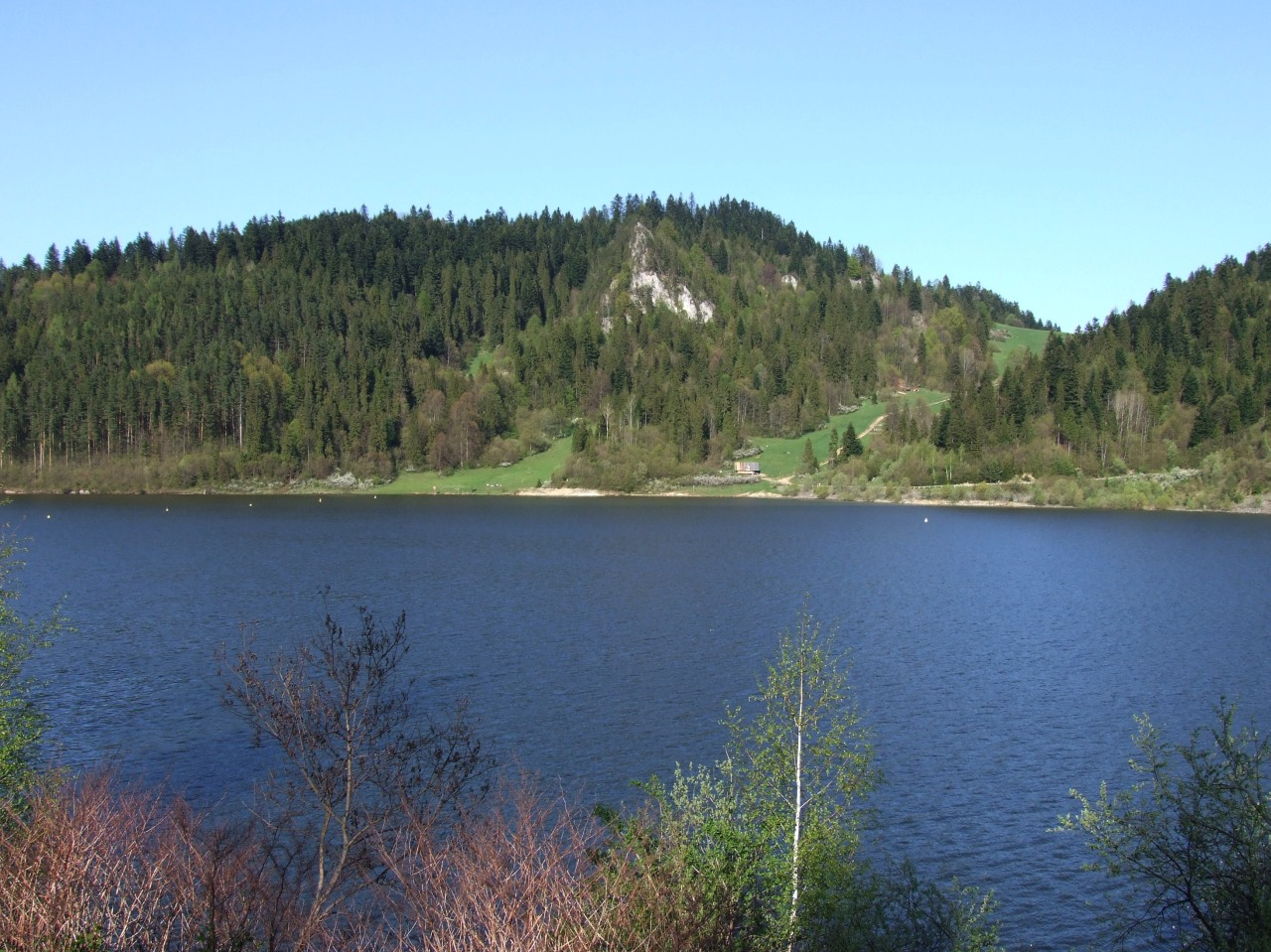
Czubatka, po prawej stronie Upszar, w dole Zbiornik Czorsztyński